# Lasioglossum orbitulum
Lasioglossum orbitulum là một loài Hymenoptera trong họ Halictidae. Loài này được Ebmer mô tả khoa học năm 1997.